# Ludwigia inclinata
Ludwigia inclinata là một loài thực vật có hoa trong họ Anh thảo chiều. Loài này được (L.f.) M.Gómez mô tả khoa học đầu tiên năm 1894.